# Les Populaires d'Italie demain
Les Populaires d'Italie demain (en italien I Popolari d'Italia Domani, PID) étaient un parti politique italien né d'une scission de l'Union de centre. C'est un mouvement chrétien-démocrate né le 28 septembre 2010 comme Popolari per l'Italia di Domani et officiellement présenté le 7 octobre suivant. Ses composantes abandonnent l'opposition (celle de l'UDC) pour voter la confiance au gouvernement de Silvio Berlusconi IV en décembre 2010. Son président est Calogero Mannino et son coordinateur est Francesco Saverio Romano. Le parti comptait alors 5 députés, 1 sénateur, 1 député européen et 6 conseillers régionaux (tous Siciliens). Ses principaux fondateurs sont soit Siciliens soit de Campanie et faisaient partie des principaux soutiens à Salvatore Cuffaro, l'ancien président de la région Sicile, emprisonné depuis janvier 2011. Ils trouvaient que l'UDC dérivait beaucoup trop à gauche. Ils s'allient avec Nous Sud dans un pacte fédéral. Ils font partie des promoteurs du groupe parlementaire Initiative responsable devenu Peuple et territoire.

## Difficultés judiciaires
Le 3 novembre 2010 est arrêté Fausto Fagone, député à l'Assemblée régionale de Sicile et déjà mis en examen pour abus d'autorité, faux et usage de faux, fraude aux marchés publics pendant qu'il était maire de Palagonia. Cette fois-ci, il est accusé d'avoir entretenu des rapports très étroits avec Rosario Di Dio, libéré de prison en 2003 (après condamnation pour mafia), à tel point que le « boss » mafieux a dirigé la campagne électorale de Fagone. Le PID manifeste immédiatement sa solidarité avec Fagone. Mais ce dernier est remplacé par un nouveau député qui reste à l'UDC. Le 22 janvier 2011, c'est au tour de Salvatore Cuffaro, sénateur, d'être définitivement condamné à sept ans de réclusion criminelle pour avoir favorisé Cosa nostra et révélé le secret de l'instruction. Dans ses dernières heures de liberté, le leader du PID, Saverio Romano, a été constamment à ses côtés. N'étant plus sénateur, il sera remplacé par Maria Pia Castiglione.

## Chantier populaire
En 2012 les Populaires d'Italie demain ont rejoint, avec Action populaire et autres partis mineurs, la nouvelle fédération de centre-droit Chantier populaire. 

## Adhésion à Forza Italia
En 2013 les Populaires d'Italie demain ont rejoint la nouvelle Forza Italia de Silvio Berlusconi.

## Note
1. ↑  Forza Italia, i dirigenti del Pid aderiscono al partito di Berlusconi